# 丁尚清
丁尚清（1955年12月—），男，汉族，宁夏永宁人，中华人民共和国政治人物，曾任海南省工业和信息化厅厅长，海南省政协副主席。